# Bernardí Roig
Bernardí Roig (Palma, 1965) és un escultor i artista multimèdia balear, amb una forta trajectòria internacional.
Després d'estudiar dibuix, Roig es va dedicar a l'escultura, la fotografia i el vídeo. Representa el cos humà, però de vegades l'allunya amb la llum, el foc i els seus productes com les cendres, el carbó i la llenya cremada. Bernardí Roig viu i treballa alternativament entre Madrid i Binissalem, a l'illa de Mallorca. Ha rebut diversos premis internacionals, com el premi oficial de la 21a Biennal d'Alexandria (Egipte, 2002) i el premi oficial de la 21a Biennal Internacional d'Arts Gràfiques de Ljubljana (Eslovènia, 1995).
Hi ha obra seva a diverses col·leccions de museus, com l'Es Baluard, el Museu d'Art Contemporani de Verona, la Fundació Ludwig de La Habana, el Museu Reina Sofia a Espanya i el Museu Saikade d'Art a Kagawa, Japó.

## Obra
La seva obra analitza una societat que no té memòria històrica i que lluita per trobar una identitat. Analitza el concepte d'individu en un món globalitzat un els mitjans de comunicació fan difícil discernir allò que és important d'allò que és trivial. El dibuix té molta importància en el seu procés creatiu, que després desenvolupa amb escultures, instal·lacions o projectes audiovisuals, fent servir referències culturals o mitològiques a les seves obres. Les seves escultures sovint transmeten un sentiment d'angoixa, incomoditat.

## Exposicions destacades
- 2004: The Mallorca Studio, Kunstmuseum Bonn, Bonn
- 2006: Ejercicios de luz 2002-2005, Domus Artium 2002 (Da2), Salamanca, Espanya
- 2006: Bernardí Roig, Kunstmuseum Bonn, Bonn
- 2006/2007: Bernardí Roig, Galeria Stefan Röpke, Colònia
- 2006/2007: Els exercicis lleugers, Salamanca
- 2008: Missatges de llum, Es Baluard, Palma, Mallorca
- 2014 - Intervenció No/Escape a la Phillips Collection de Washington D.C.[8]
- 2014 - Instante Blanco. Museo Nacional de Escultura.[9]
- 2014: Ensaio sobre a cegueira, Centro de Arte Contemporanea de Bragança, Portugal
- 2017: BLOW UP, Villa Reale, Monza, Itàlia
- 2018/19: Excés, Center for International Light Art, Unna
- 2018: Bernardi Roig. Films 2000 – 2018, Es Baluard. Museu d’Art Modern i Contemporani.
- 2019: Bernadí Roig. Todos los Icebergs son negros. FILMS 2000 – 2018, TABACALERA, Madrid, Spain
- 2021: Joie de Vivre ROOM # 9 . Galerie KEWENIG, Berlin
- 2021: Lines and Liquid Carnality. MLF Galerie Marie-Laure Fleisch, Bruxelles
- 2021: Merh Licht!. Galerie KEWENIG, Palm
- 2023: BIENALSUR. Saudi Arabia Museum of Contemporary Art, Riyadh.

## Premis i reconeixements
- 1995: Guanyador de la 21a Biennal Internacional d'Arts Gràfiques, Ljubljana, Eslovènia
- 1997: Premi Especial Pilar Juncosa i Sotheby's de la Fundació Pilar i Joan Miró a Mallorca
- 2002: Guanyador de la XXI Biennal d'Alexandria, Alexandria, Egipte[8]
- 2003: XXXVII Premi d'Art Contemporani de la Fondation Princesse-Grace-de-Monaco, Mònaco
- 2006: Beca d'exposició del Departament de Cultura del Govern de les Illes Balears